# José Sinval
José Sinval, de son nom complet José Sinval de Campos (né le 6 avril 1967 à Bebedouro au Brésil) est un ancien footballeur brésilien. Il joua au poste d'attaquant jusqu'à sa retraite en 2006. Il fait désormais partie de l'encadrement du FC Sion.

## Clubs
- 18/08/1986 à 01/09/1995 :  Servette FC - Suisse
- 02/09/1995 à 2000 :  CP Mérida - Espagne
- 2001 à 23/08/2001 :  CF Pachuca - Mexique
- 24/08/2001 à 09/09/2003 :  Étoile Carouge FC - Suisse

## Palmarès
- Champion de Suisse en 1994 avec le Servette FC - Suisse
- Champion d'Espagne de D2 en 1997 avec le CP Mérida